# Novovasîlivka, Bahciîsarai
Novovasîlivka (în ucraineană Нововасилівка) este un sat în așezarea urbană Poștove din raionul Bahciîsarai, Republica Autonomă Crimeea, Ucraina.

## Demografie
Componența lingvistică a localității Novovasîlivka
     Rusă (73,42%)
     Tătară crimeeană (19,01%)
     Ucraineană (3,71%)
Conform recensământului din 2001, majoritatea populației localității Novovasîlivka era vorbitoare de rusă (73,42%), existând în minoritate și vorbitori de tătară crimeeană (19,01%) și ucraineană (3,71%).